# Notariat valencià de l'època foral
El notariat valencià de l'època foral va ser una institució activa de la qual es conserven 50.000 registres notarials a la ciutat de València. La pràctica notarial va evolucionar passant de fer una sola redacció al segle xiii a exercir un doble registre en el segle xiv i acabar a un sistema de tres redaccions (rebedor, protocol i notal).
Dels documents generats durant aquesta època es troben conservats en diversos arxius: Arxiu del Col·legi de Corpus Christi de València, Arxiu del Regne de València i l'Arxiu de la Catedral de València, i secundàriament a l'Arxiu Municipal de València i alguns arxius nobiliaris, com el de Marquès de Dos Aigües i el del baró de Llaurí.

## Història
Durant el segle xiii, el notari valencià es limitava a enregistrar en un únic manual notarial. En el segle xiv, feia un doble registre i quasi immediatament passà al sistema de tres registres (rebedor, protocol i notal). Dels documents generats pel notari, a més, es comptarien els documents que s'entregaven als interessats, anomenats instrumenta o chartae in publicam formam redacta, i que eren copiats íntegrament (clàusules, signe notarial i salvaguarda d'esmenes).
El funcionament del sistema del triple registre s'iniciava amb l'encàrrec fet al notari (rogatio), el notari redactava la cedula o minuta i després de llegir-la a les parts interessades davant testimonis es registrava la cedula al manual anomenat rebedor. Més endavant, es redactava de manera definitiva l'instrumentum o conscriptio amb els elements que el validaven de manera suficient en el protocol. Finalment, es donava el document original (mundum) a les parts interessades, es feia nota d'açò al protocol i es feia el tercer i últim registre al notal o llibre de notes. Aquest sistema era completat amb la redacció de l'índex dels documents anomenat baldufari, que podia localitzar-se en el mateix protocol o en un volum per separat.

## Història segons el tipus de registres
Els registres comuns, anomenats pels mateixos notaris llibres de notaria, són el rebedor, el protocol i el notal.

### Rebedor
El rebedor recollia els esborranys i també era conegut com a receptorium, vademecum, minutarium o mans de cuytes. D'aquest registre es té registres històrics des dels anys 1444-1445. Aquesta aparició coincideix l'augment del control de l'accés a la institució del notariat, una consolidació de la pràctica notarial i l'inici vertader del Col·legi notarial de València.
S'escrivia solament les circumstàncies que fan que s'escriga davant notari, "l'objecte i naturalesa del negoci jurídic documentat i els testimonis instrumentals". En aquests registres és costum trobar-se minutes perquè no havien sigut destruïdes. Si els documents del rebedor eren passats a net al següent registre, el protocol, s'escrivia una nota al marge ("est in protocolo, comprobatum") i es ficaven barres. Si hi havia unes ratlles paral·leles sobre el document del rebedor, implicava que s'havia passat al següent pas. Si els noms tenien ratlles, significava que es testificava que les parts estaven presents.
Hi havia casos que, per presses, no es passava el document del rebedor al protocol, esdevenint el rebedor el registre principal. La mesura d'aquest registre era d'un quart de foli.
Entre els notaris hi havia varietat respecte a l'ús dels vademecum com minutaris o els qui no empraven vademecum. El vademecum mesurava un quart de foli o era allargat.

### Protocol
El protocol contenia el document definitiu, els actes autentificats pel notari. Els documents escrits en aquest registre estaven dotats dels elements de validació suficients amb la matisació que les clàusules més habituals eren etceterades i estaven ordenats cronològicament, al contrari que el rebedor. És destacable que cada protocol quasi totes les vegades coincidia amb cada any natural, seguint la cronologia de l'època (Any de la Nativitat des de 1358 i amb el calendari gregorià actual des del segle xvi). El 1418 un fur establí que els notaris escrigueren amb la seua pròpia mà mínim el primer i el segon renglons de document.
La mesura d'aquest registre era d'un quart de foli.

### Notal
El notal o liber notularium o llibre de notes va aparéixer al segle xiv i contenia o documents íntegres sense etcèteres o solament s'escrivia l'inici del document fins a la intitulació juntament amb la data del document, sent aquest cas el més abundant. Es caracteritzava físicament per ser de grandària foli. Quan era traslladat el document del protocol al notal i era entregat a les parts interessades, es deixava nota en el protocol.
Un fur de l'any 1358 ordenava que els documents foren copiats sense etcèteres, cosa que fa pensar que no era una pràctica molt estesa. Més avant, l'ús dels tres registres va desaparèixer de manera consolidada en la segona mitat del segle xvi.